# Izbori za predsjednika Srbije 2008.
Izbori za predsjednika Srbije održani su siječnja (prvi krug) i veljače (drugi krug) 2008. godine.

## Stanje prije izbora
Nakon donošenja novog Ustava Srbije, studenog 2006. godine, Zakon za sprovođenje Ustava predviđao je da se tijekom sljedeće godine moraju održati izbori za parlament i raspisati izbori za šefa države. 21. siječnja 2007. godine, održani su parlamentarni izbori. Nakon njih, Demokratska stranka (predsjednik Boris Tadić), Demokratska stranka Srbije (Vojislav Koštunica), G 17+ (Mlađan Dinkić) formirali su novu Vladu Srbije za čijeg predsjednika je izabran Vojislav Koštunica (15. svibnja).
U jesen te 2007. godine, pristupilo se pripremama za održavanje predsjedničkih izbora. Parlament je uspio da do kraja prosinca usvoji sve neophodne zakone za dužnost predsjednika Republike. Predsjednik Skupštine Srbije, Oliver Dulić, međutim, već 12. prosinca je raspisao izbore za 20. siječnja 2008. godine.

## Prvi krug
Kandidiralo se ukupno devet kandidata. Najveće šanse za prolaz u drugi krug imali su aktualni predsjednik Srbije Boris Tadić i zamjenik predsjednika Srpske radikalne stranke, Tomislav Nikolić. Rezultat je bio - 40% glasova za Nikolića i 35% za Tadića, koji nije dobio potporu svojih koalicijskih partnera u Vladi (Demokratske stranke Srbije i Nove Srbije) a koji su za svog predsjedničkog kandidata istakli lidera Nove Srbije Velimira Ilića koji je zauzeo treće mjesto s ispod 10% osvojenih glasova.

## Drugi krug
Održan je 3. veljače. Do samog kraja bilo je neizvjesno ko će pobijediti. Kampanja je bila izuzetno žestoka, s obe strane. Na kraju je izborni rezultat bio sljedeći - Tadić 50,31% a Nikolić 47,97% osvojenih glasova.
Boris Tadić svečano je stupio na dužnost 15. veljače i počeo svoj drugi mandat na mjestu predsjednika Republike Srbije.